# Radarstation Qəbələ
Koordinaten: 40° 52′ 14,6″ N, 47° 48′ 9,6″ O
Die Radarstation Qəbələ (Aussprache etwa Gäbälä) ist eine ehemalige Radarstation in Aserbaidschan. Sie liegt nahe der Stadt Qəbələ im gleichnamigen Rajon im Großen Kaukasus, 220 Kilometer nordwestlich von Baku.
Die Station wurde 1985 als Bestandteil des sowjetischen Frühwarnsystems erbaut. Russland hatte das Gelände bis zum Jahr 2012 für sieben Millionen US-Dollar von Aserbaidschan gepachtet. Danach sollte ihre Aufgabe von einer neu zu errichtenden Radarstation im nördlichen Kaukasus übernommen werden. Mit Ablauf des Pachtvertrags räumte Russland die Anlage und entfernte auch die meisten technischen Einrichtungen. Ein Weiterbetrieb durch Aserbaidschan war dadurch nicht mehr möglich.
Die Radarstation Qəbələ überwachte Bewegungen von Satelliten und Raketen in einem Radius von 6000 Kilometern. Nach Angaben des damaligen russischen Verteidigungsministers Sergei Borissowitsch Iwanow im Jahr 2006 gehörten dazu der Himmel über dem Iran, der Türkei, über China, Pakistan, Indien, Irak und weiten Teile Afrikas.
Die Station liegt 40 Kilometer südlich der Grenze zu Russland und rund 150 Kilometer nördlich der Grenze zum Iran. Ihr Betrieb war in Aserbaidschan umstritten. Das aserbaidschanische Umweltministerium hielt die von ihr ausgehende Strahlung für ein Gesundheitsrisiko.